# Schwalbe Classic
La Schwalbe Classic, antigament coneguda com a People's Choice Classic i Down Under Classic, és una competició ciclista australiana que es disputa anualment pels voltants d'Adelaida durant el mes de gener.
La primera edició es disputà el 2006. Es disputa sempre un parell de dies abans de començar el Tour Down Under. El primer vencedor fou Robbie McEwen, que repetí victòria el 2009.

## Palmarès
| Any                     | Vencedor               | Segon                      | Tercer              |
| ----------------------- | ---------------------- | -------------------------- | ------------------- |
| Down Under Classic      |                        |                            |                     |
| 2006                    | Robbie McEwen          | Daniele Colli              | Simone Cadamuro     |
| 2007                    | Mark Renshaw           | Hilton Clarke              | Simon Clarke        |
| 2008                    | André Greipel          | Mark Renshaw               | Robbie McEwen       |
| 2009                    | Robbie McEwen          | Wim Stroetinga             | Graeme Brown        |
| 2010                    | Greg Henderson         | Christopher Sutton         | André Greipel       |
| 2011                    | Matthew Harley Goss    | Mark Renshaw               | Robbie McEwen       |
| 2012                    | André Greipel          | Edvald Boasson Hagen       | Heinrich Haussler   |
| People's Choice Classic |                        |                            |                     |
| 2013                    | André Greipel          | Matthew Harley Goss        | Greg Henderson      |
| 2014                    | Marcel Kittel          | André Greipel              | Caleb Ewan          |
| 2015                    | Marcel Kittel          | Juan José Lobato del Valle | Wouter Wippert      |
| 2016                    | Caleb Ewan             | Giacomo Nizzolo            | Adam Blythe         |
| 2017                    | Caleb Ewan             | Sam Bennett                | Peter Sagan         |
| 2018                    | Peter Sagan            | André Greipel              | Caleb Ewan          |
| Down Under Classic      |                        |                            |                     |
| 2019                    | Caleb Ewan             | Peter Sagan                | Alexander Edmondson |
| Schwalbe Classic        |                        |                            |                     |
| 2020                    | Caleb Ewan             | Elia Viviani               | Simone Consonni     |
| 2023                    | Caleb Ewan             | Jordi Meeus                | Kaden Groves        |
| 2024                    | Jhonatan Narváez Prado | Natnael Tesfatsion         | Isaac del Toro      |
| 2025                    | Sam Welsford           | Henri Uhlig                | Matthew Brennan     |